# Sigfrido II di Weimar-Orlamünde
Sigfrido II di Weimar-Orlamünde (1107 – 19 marzo 1124) della stirpe degli Ascanidi fu dal 1113 conte di Weimar-Orlamünde e titolare del titolo di conte palatino del Reno.

## Biografia
Sigfrido era il figlio maggiore del conte palatino del Reno e conte di Weimar-Orlamünde, Sigfrido I († 1113), e Gertrude di Northeim († 1154), figlia del margravio Enrico di Frisia, conte in Rittigau ed Eichsfeld.
Dopo la morte del padre nel 1113, ereditò la contea paterna di Weimar-Orlamünde, mentre il titolo di conte palatino del Reno fu usurpato da Goffredo di Calw. Intorno al 1115 sua madre sposò in seconde nozze Ottone I di Salm, che forse inizialmente regnò in vece del minorenne Sigfrido.
Sigfrido morì da adolescente nel 1124 e gli succedette il fratello minore Guglielmo, che nel 1126 riuscì a riconquistare il palatinato del Reno del loro padre.

## Famiglia e figli
Sigfrido sposò Ermengarda di Henneberg ("Irmengardi Hennebergica"). Il matrimonio non generò figli.